# 陸前山王車站
陸前山王車站（日语：／ Rikuzen-sannō eki */?）是一由東日本旅客鐵道（JR東日本）與鐵路貨運業者仙台臨海鐵道所共用的鐵路車站，位於日本宮城縣多賀城市山王。陸前山王車站是JR東北本線與仙台臨海鐵道臨海本線的分歧車站，因此站內腹地寬廣，擁有多條留置專用路線。陸前山王的客運業務並不熱絡，因此除了自動售票機與自動補票機之外，站內並沒有配置客運服務的站員，而是由多賀城車站代管。相反的，在貨運方面，包括日本貨物鐵道與仙台臨海鐵道都在本站內設有站務人員。
陸前山王車站在1933年初設時，原名多賀城前，當時車站並非位於東北本線上，而是位於今日已廢線的鹽竈線上（鹽竈線在廢線前是JR貨物所屬的貨運專用線）。1944年陸前山王～品井沼之間的東北本線新線啟用之後，本站才被編入東北本線沿線。

## 車站結構
側式月台1面1線與島式月台1面2線，合計2面3線的地面月台。月台以跨線天橋聯繋。

### 月台配置
| 月台 | 路線                          | 方向         | 目的地               |
| ---- | ----------------------------- | ------------ | -------------------- |
| 1    | ■東北本線                     | 下行         | 小牛田、一之關方向   |
| 1    | ■仙石東北線                   | 下行         | 高城町、石卷方向     |
| 2    | （預留月台）                  | （預留月台） | （預留月台）         |
| 3    | ■東北本線 （包括■仙石東北線） | 上行         | 仙台、白石、福島方向 |

## 歷史
- 1933年8月15日：

- 1933年8月15日：國有鐵道鹽釜線新車站開業[1]。
- 1987年4月1日: 日本國鐵分割民營化，車站的營運由JR東日本承。

## 相鄰車站
東日本旅客鐵道
■東北本線（包括■■仙石東北線）
□特別快速、■快速（紅快速）
通過
■快速（綠快速）、■普通
岩切－陸前山王－國府多賀城
仙台臨海鐵道
臨海本線
陸前山王－仙台港

### 曾經存在的路線
日本貨物鐵道
鹽釜線（廢線）
陸前山王－鹽釜埠頭

## 外部連結
- （日語）陸前山王車站（JR東日本） （页面存档备份，存于）

1. ↑  日本《官報》第1978號「鐵道省告示第358號」，1933年8月4日：第161-162頁。